# جوهر (ولاية)
جوهـُر دار التعظيم : (بالجاوي: "جوهر"، وبالملايو: "Johor") هي إقليم ماليزي. و تعد أحد أكثر الأقاليم تطورا. يحد جوهر فهغ إلى الشمال، ملقا و نكري سمبيلن في الشمال الغربي و مضيق جوهر في الجنوب.
العاصمة ومقر العرش السلطاني هي جوهر بهرو .

## معرض صور

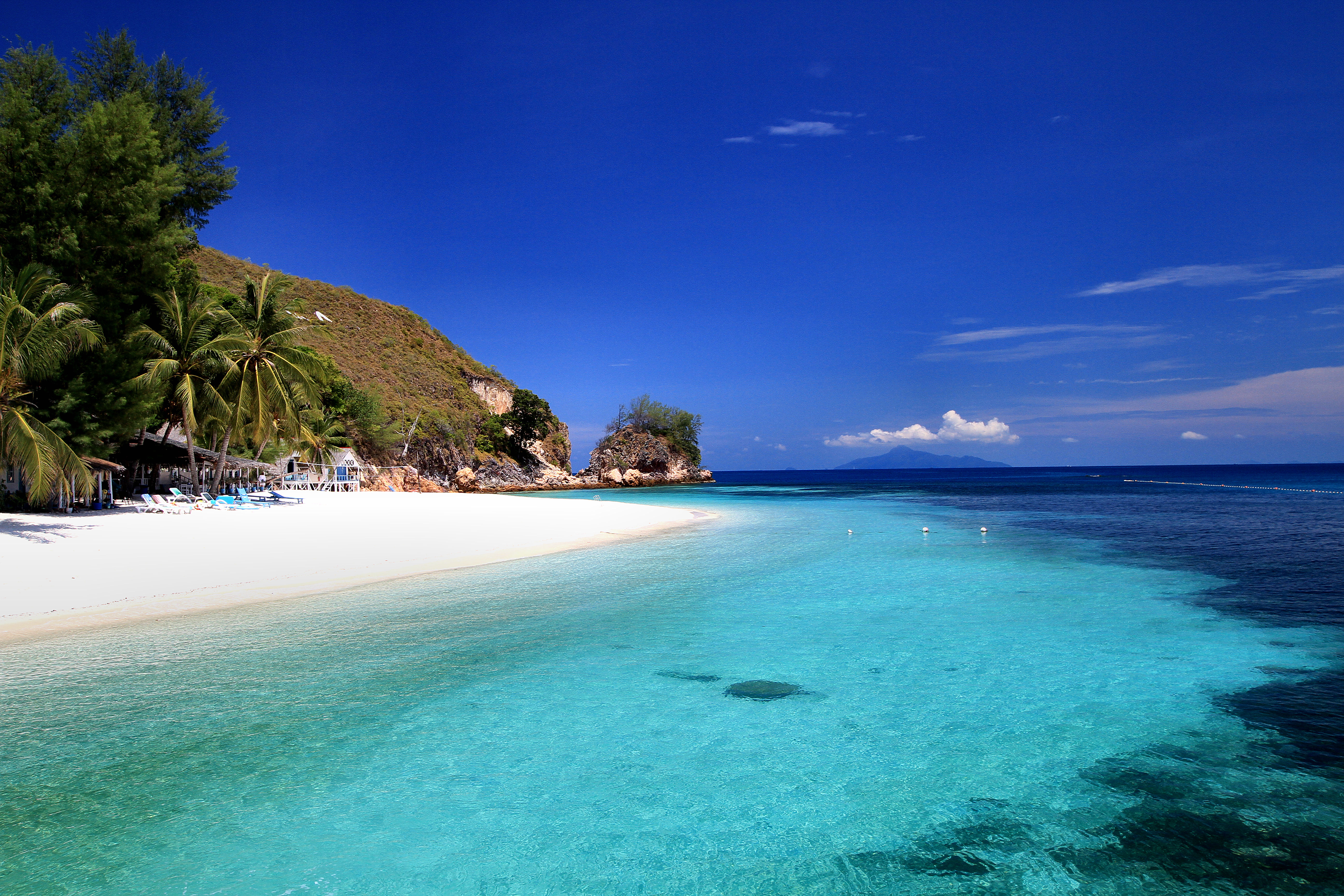
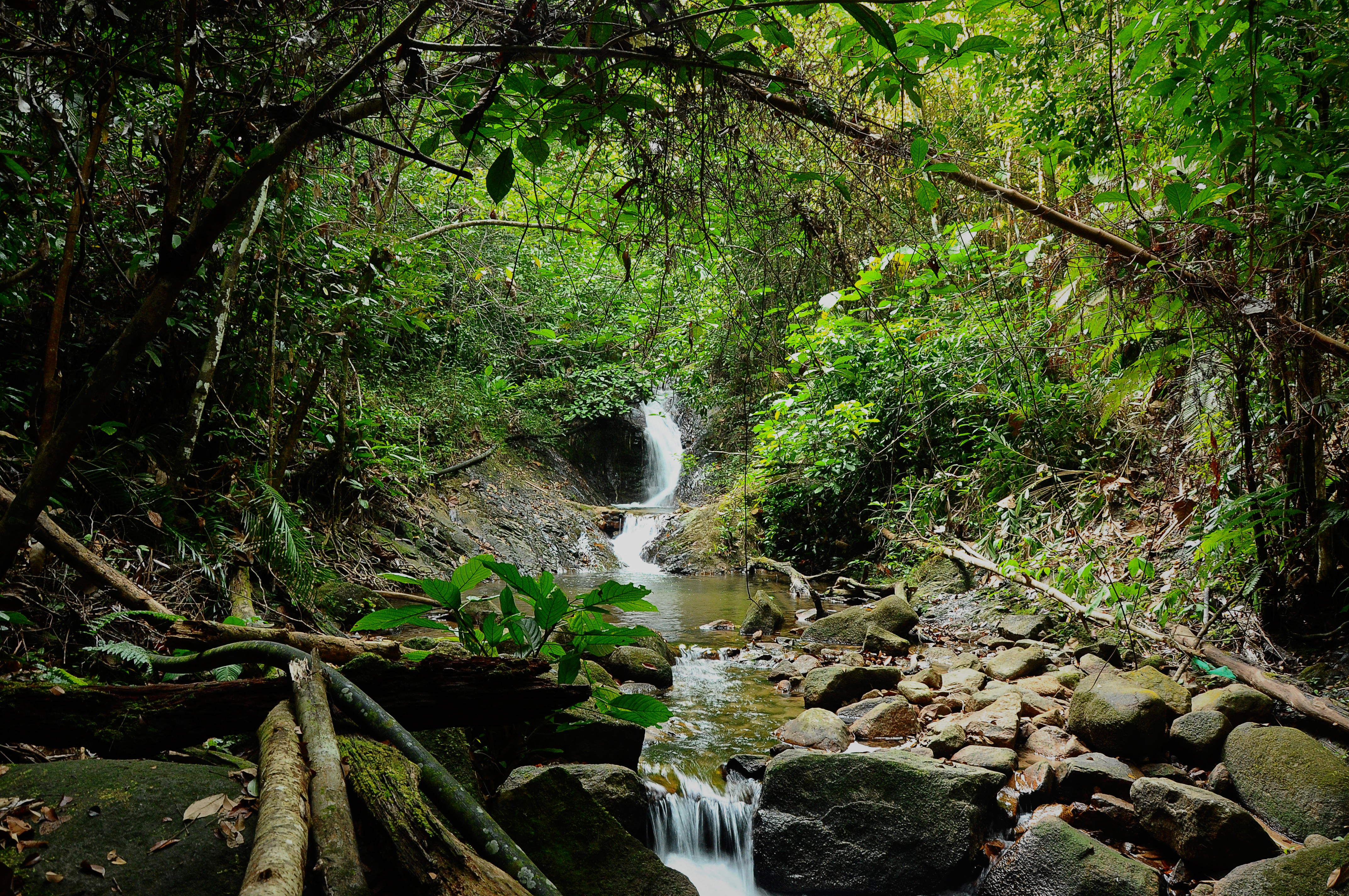
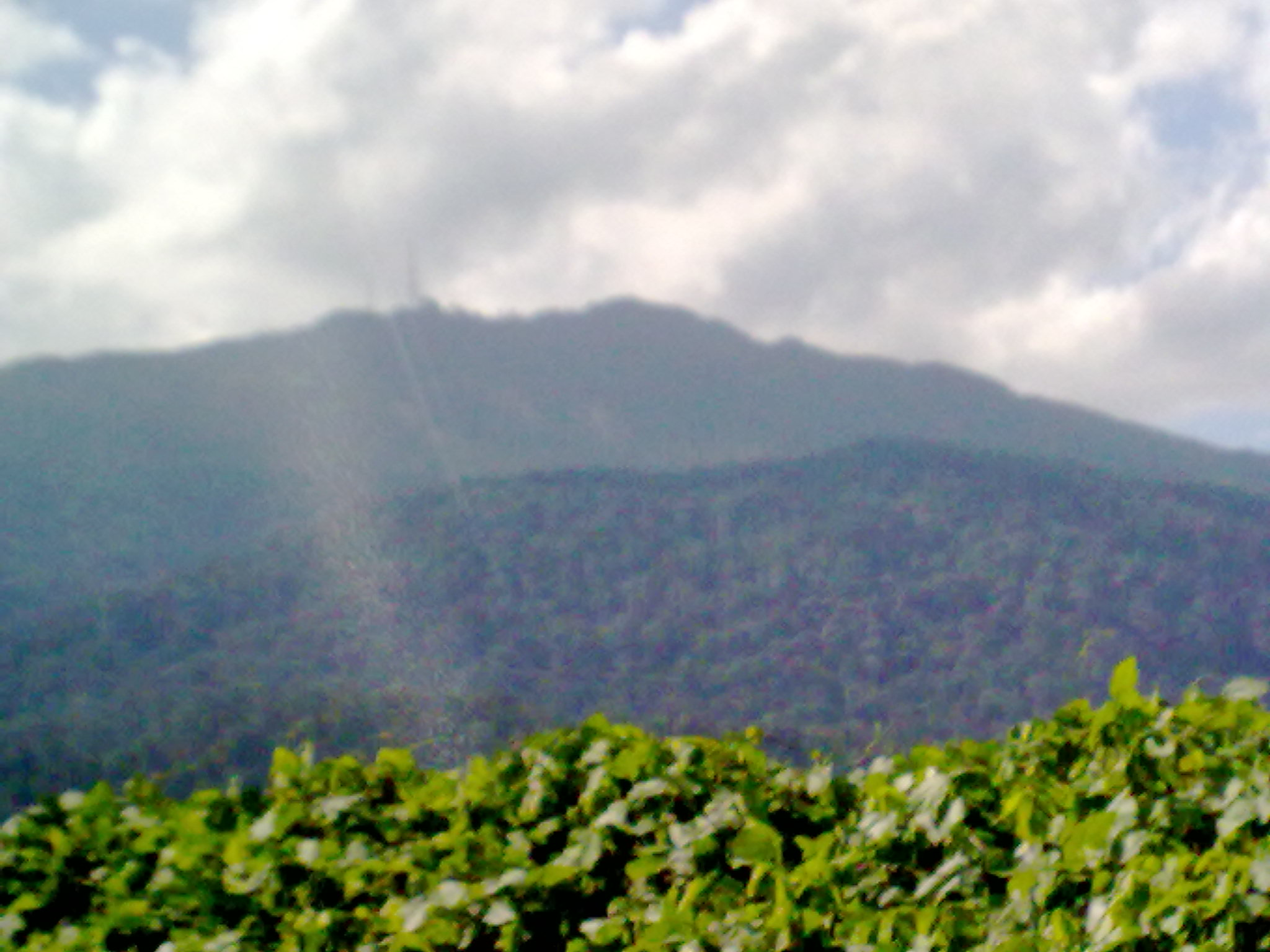
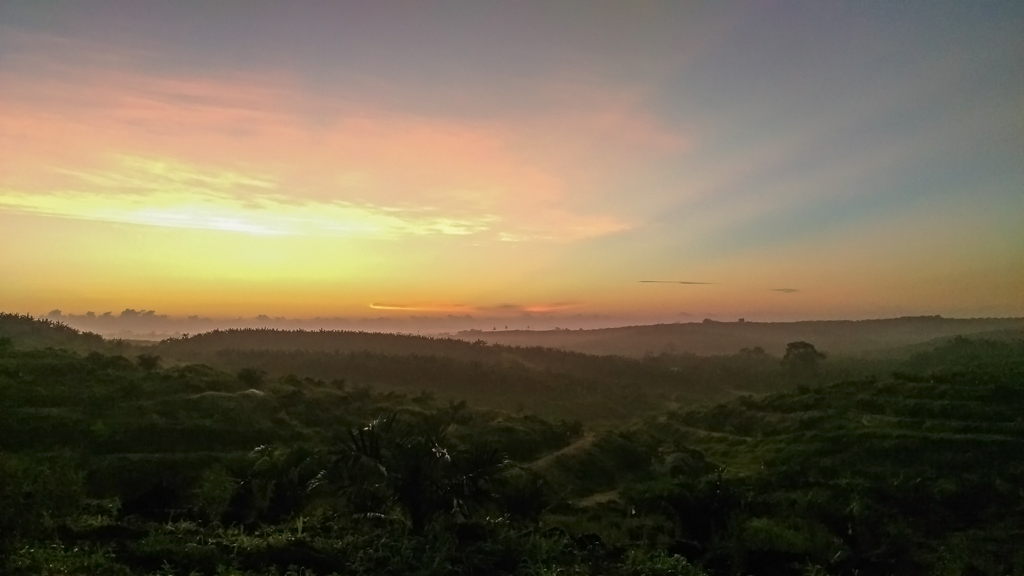

## أعلام
- محمد عرفان عبد الغني
- محمد رحمت
- فرد رشيد
- إدريس عبد الكريم
- يوسف غني